# Kleine brandnetel
Kleine brandnetel (Urtica urens) is een soort uit de brandnetelfamilie (Urticaceae).

## Determinatie
Kleine brandnetel is een eenhuizige, eenjarige, kruidachtige plant met een geelwitte penwortel. De soort wordt maximaal 50 cm hoog. De bladeren zijn dun en diep ingezaagd. De bloemtrosjes in de oksels van de bladeren met vrouwelijke en mannelijke bloemen staan voor het grootste deel rechtop of schuin uit. De plant bloeit elk moment wanneer gunstig in haar situatie. In tegenstelling tot grote brandnetel vormt kleine brandnetel alleen brandharen waardoor deze harder prikt dan grote brandnetel. De gewone (neutrale) haren ontbreken.
De vrucht is een dopvrucht. De zaden zijn 2,5–3 mm lang. Kleine brandnetel laat haar zaden vallen en heeft een gevarieerde kiemrustperiode. De zaadproductie gaat erg snel en gebeurd zelfs al bij de vorming van de eerste bladeren.

## Ecologie
Kleine brandnetel komt voor op eutrofe tot hypertrofe, verstoorde bodems. In het bijzonder verdraagt ze standplaatsen die belast zijn met hoge concentraties ammoniak. De soort is hoofdzakelijk te vinden in ruderale milieus waaronder bouwterreinen, akkerlanden, moestuinen, kinderboerderijen en (vooral pluim)veehouderijen. In het bijzonder is kleine brandnetel vaak aanwezig in kippenrennen. De mest van loslopende kippen kan grote hoeveelheden kiemkrachtig zaad van kleine brandnetel bevatten. In (meer) natuurlijke systemen is de soort te vinden bij dierenlatrines, stierenkuilen en overige kleinschalig opengewerkte gronden waar schoksgewijs de trofiegraad stijgt.

### Syntaxonomie
Kleine brandnetel staat te boek als kensoort voor de associatie van kleine brandnetel (Urtico-Malvetum neglectae).

## Gebruik
Kleine brandnetel wordt gebruikt voor onder meer brandnetelsoep.

## Fotogalerij

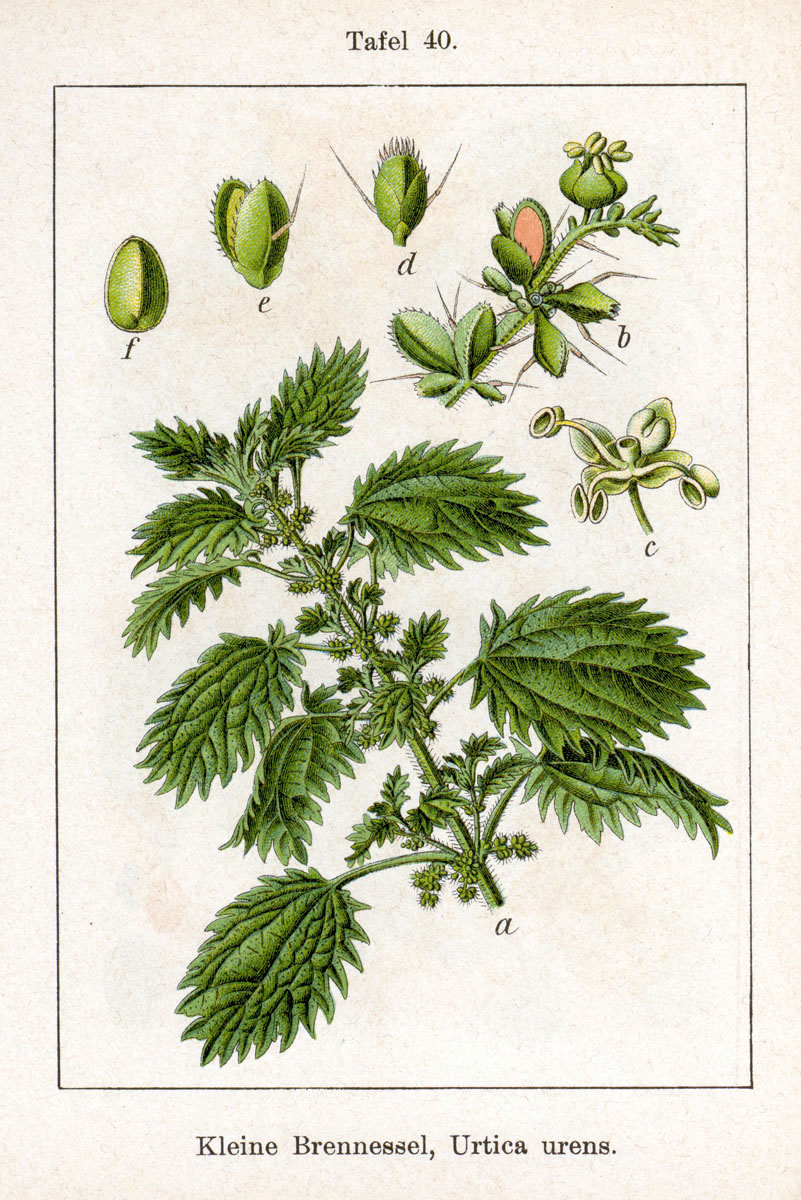
Stengel met bloeiwijze
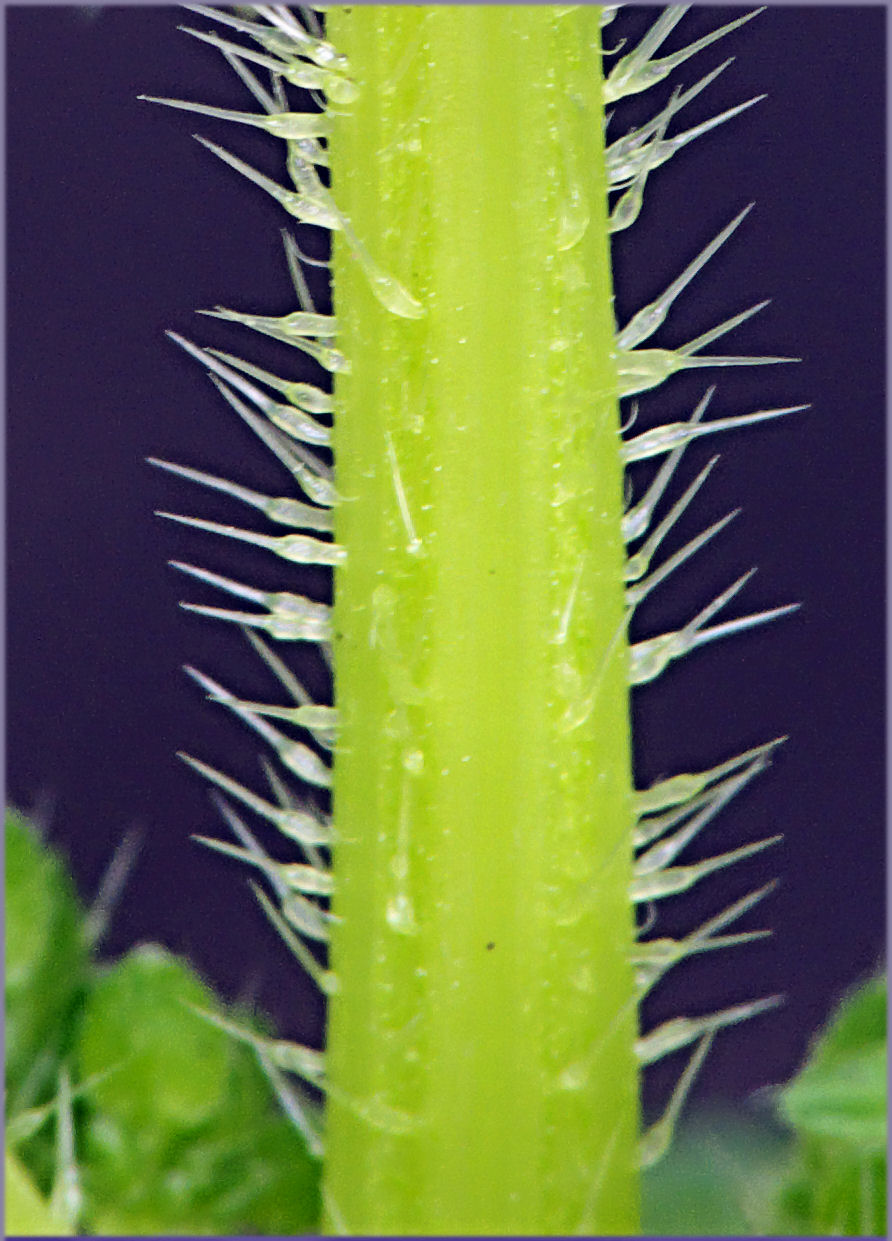
Brandharen
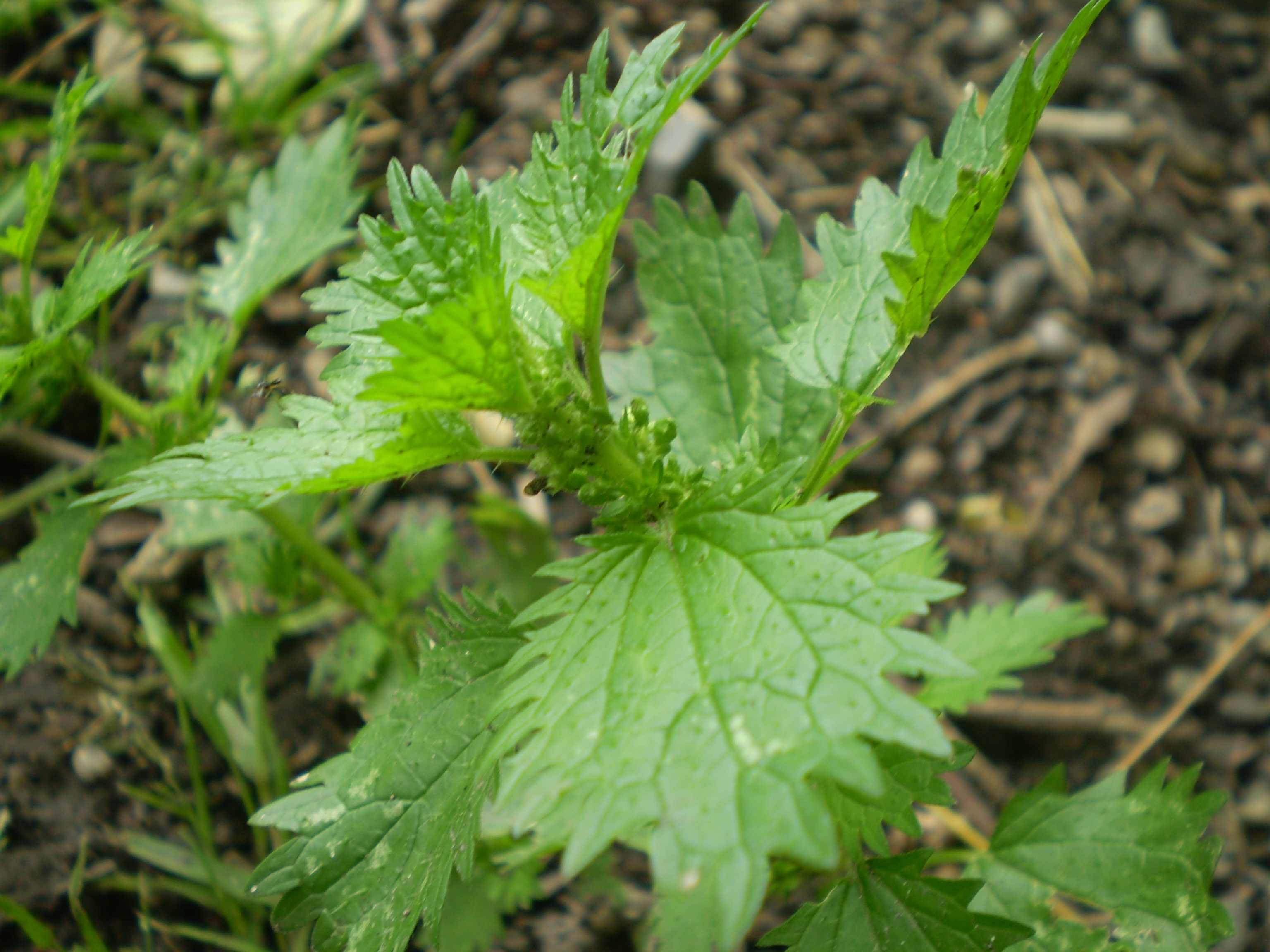
Bladeren
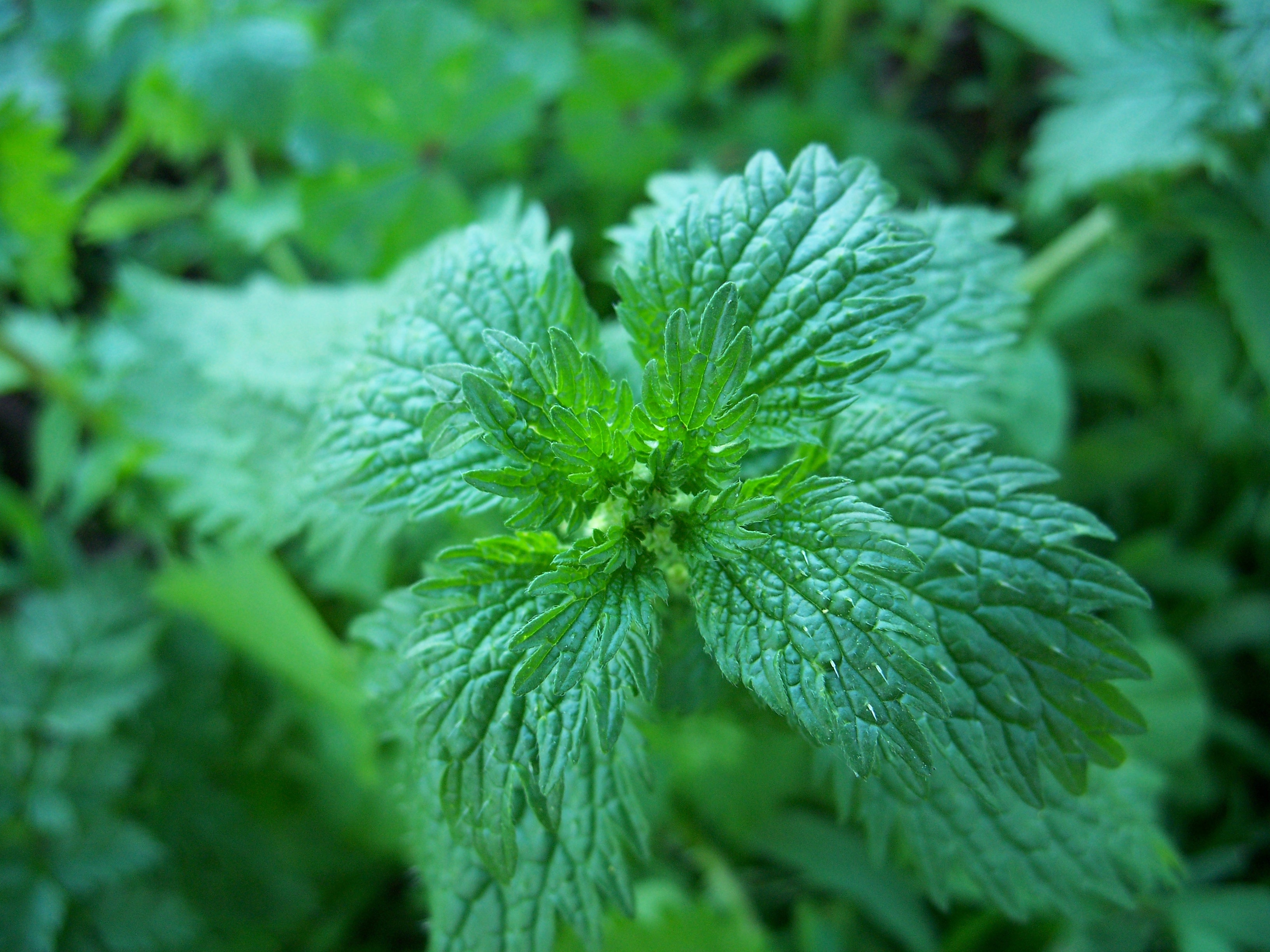
Kruin
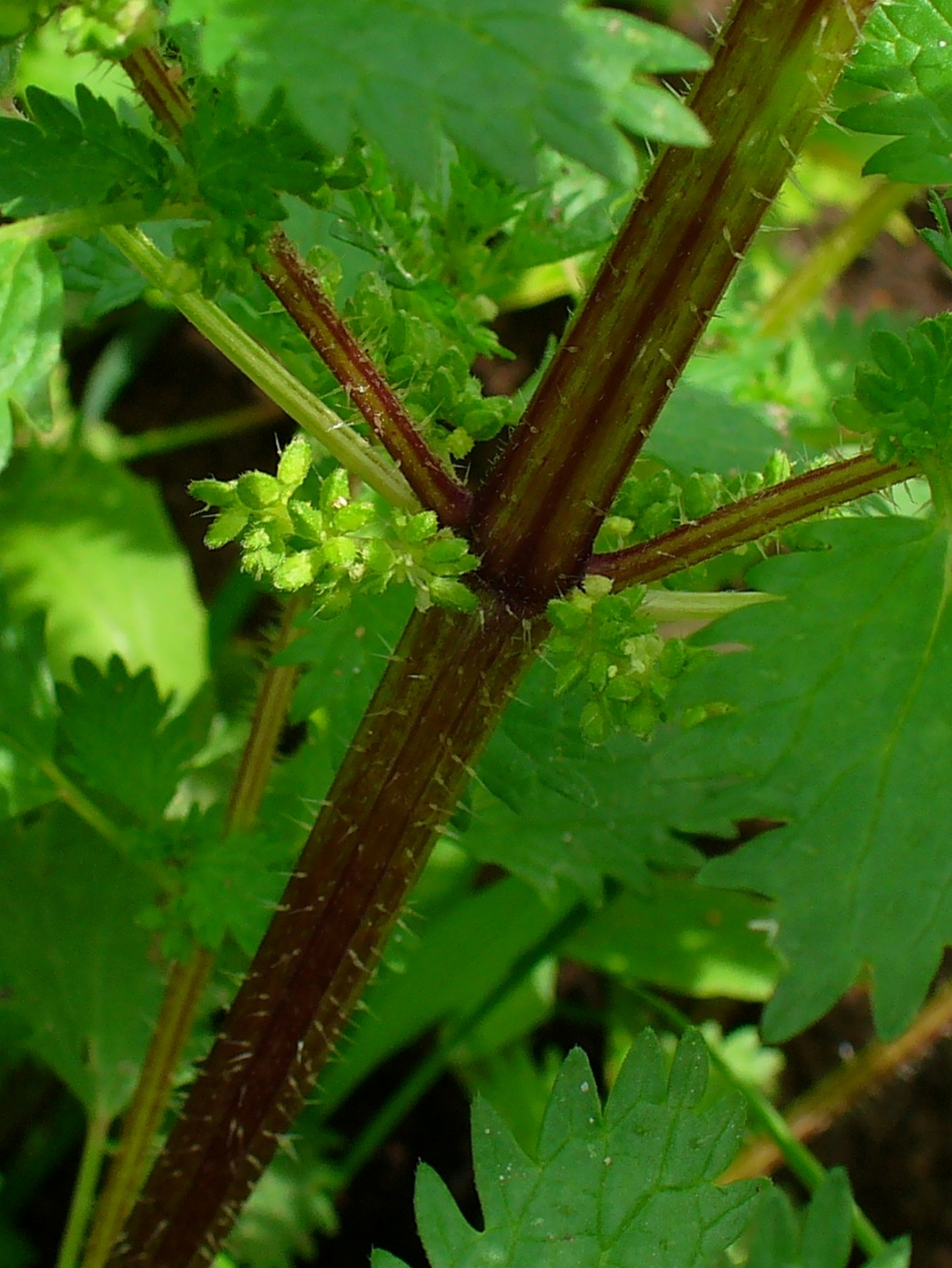
Bladoksels
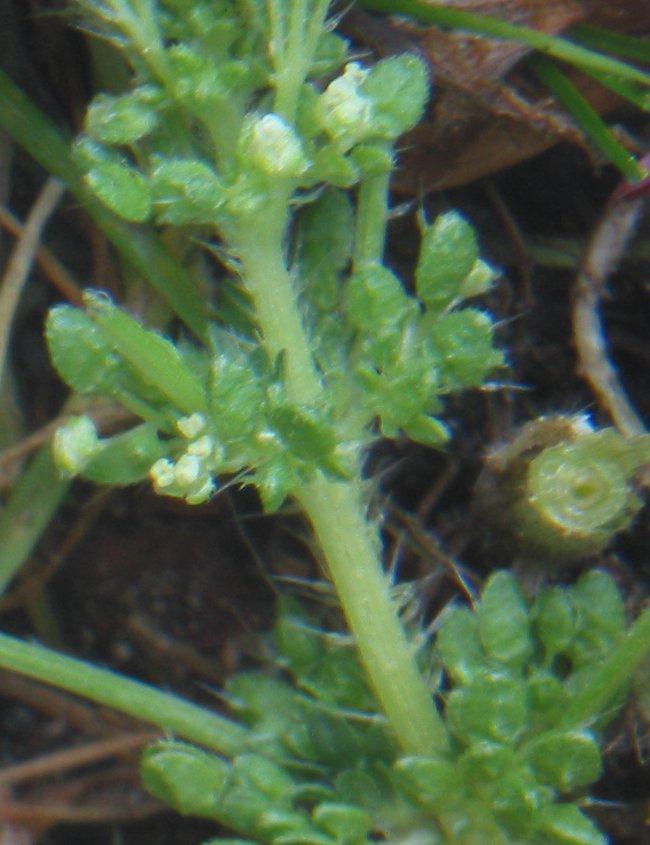
Bloeiwijze kleine brandnetel
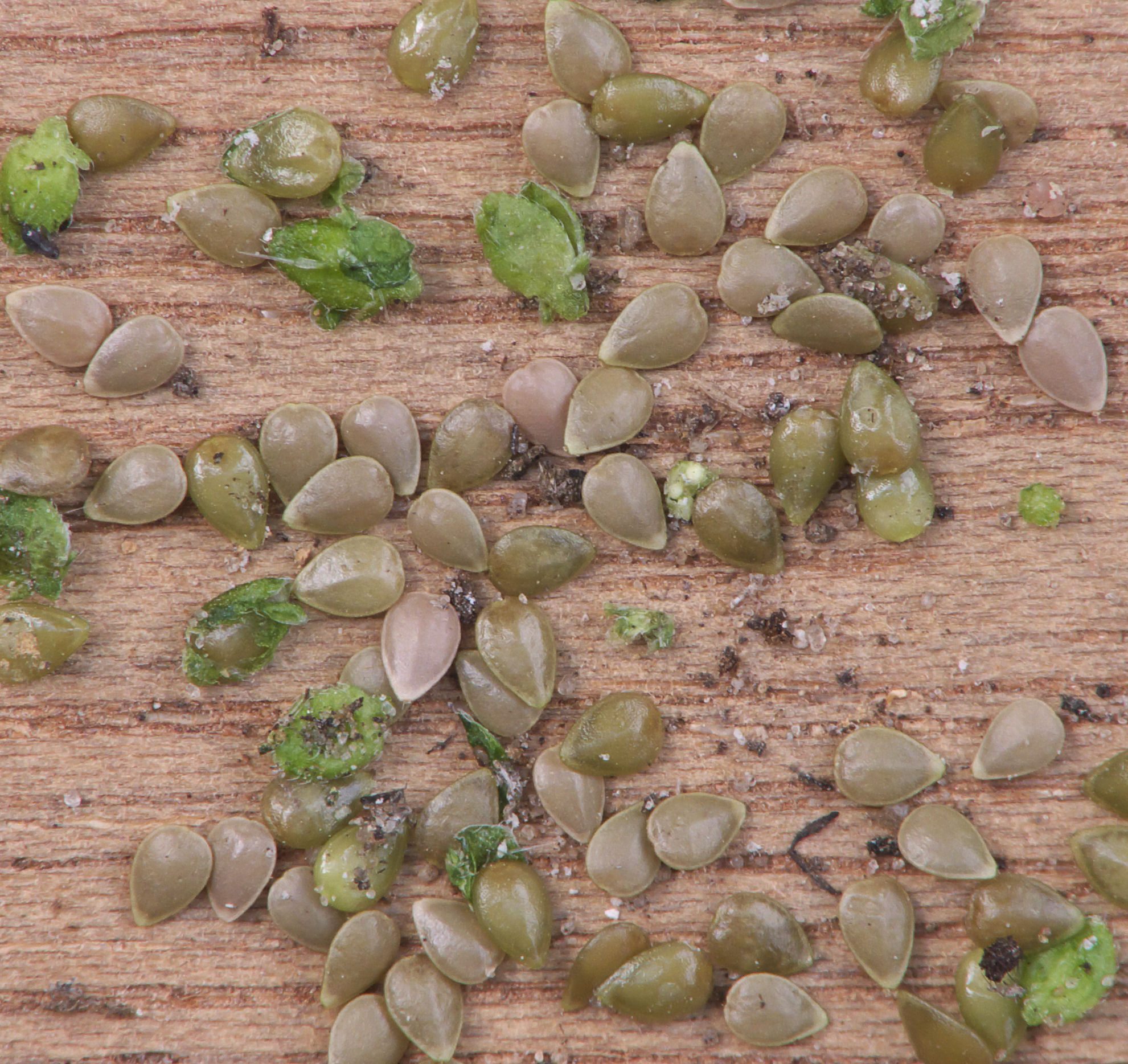
zaden